# Lista över Norges regenter
Det här är en lista över de personer som har varit regenter (kungar, regerande drottningar, riksföreståndare eller riksjarlar) i kungariket Norge sedan 800-talet. Den norska regentlängden inleds traditionellt med Harald Hårfager, efter Snorre Sturlassons framställning i Heimskringla. Det är emellertid osäkert hur stabil kungamakten var under de första 150 åren och vissa historiker har argumenterat för att Norges kungalängd lika gärna skulle kunna inledas med Olav Tryggvason, eller med Harald Hårdråde.
Från början var Norge ett självständigt rike, som tidvis under 900-, 1000- och 1100-talen styrdes av de danska kungarna. 1319 hamnade landet i union med Sverige, eftersom Magnus Eriksson då ärvde den norska kronan av sin morfar Håkan och även valdes till svensk kung, då han var brorson till den avsatte svenske kungen Birger Magnusson. Magnus son Håkan, som efterträdde honom som norsk kung 1343, gifte sig 1363 med den danske kungen Valdemar Atterdags dotter Margareta och genom deras son Olof förenades Danmark och Norge i union 1380. Denna union skulle i olika former komma att bestå i över 400 år. 1389 fick alla de tre nordiska länderna (Danmark, Norge och Sverige) samma regent i Margareta och den så kallade Kalmarunionen, som stadfästes 1397, skulle komma att bestå till och från fram till 1523, då Sverige slutligen bröt sig loss ur den. 1448 fick Danmark och Sverige olika kungar (Kristian I respektive Karl Knutsson) och dessa kom under en kort tid att kämpa om den norska kronan. 1450 avgick Kristian med seger i denna kamp och därefter kom de danska kungarna att härska ostört över Norge fram till 1814.
Den 31 oktober 1536 kungjordes den så kallade Handfästningen i Köpenhamn. Resultatet av denna var, att Norge inte längre skulle vara ett eget kungarike i union med Danmark, utan en dansk provins. Även om Norge 1660 formellt återfick sin status som eget kungarike i union med Danmark medförde det ingen skillnad i praktiken, eftersom Norge, genom införandet av det kungliga enväldet i Danmark, knöts ännu hårdare till det danska riket.
Den 14 januari 1814 slöt Sverige och Danmark freden i Kiel, där Danmark tvingades avstå Norge, som skulle bli en del av Sverige. Norrmännen vägrade emellertid att gå med på detta och utropade 17 maj samma år en dansk prins till norsk kung. Efter ett kort krig mellan Sverige och Norge (26 juli–14 augusti) tvingades denne dock abdikera (10 oktober) och Sveriges kung blev även kung av Norge. Norge kom dock inte att bli en svensk provins, utan utgjorde ett eget kungarike i union med Sverige. Denna varade fram till 1905, då det norska Stortinget den 7 juni sade upp den. Efter förhandlingar mellan Sverige och Norge upplöstes unionen formellt 1 november och den 18 november valdes ånyo en dansk prins till kung av Norge – landets första egna kung sedan 1380. Sedan dess har Norge återigen varit en självständig monarki. Under andra världskriget ockuperades landet av Nazityskland (1940–1945) och kungen och regeringen flydde då till Storbritannien. Kungen vägrade dock gå med på de tyska kraven på att abdikera och var, under hela den tyska ockupationen, Norges lagliga statsöverhuvud.
Kungalängden är samtidigt en infallsvinkel till Norges historia; den beskriver utvecklingen av statsmakten och regeringen i Norge från rikssamling, genom medeltidens kyrko- och kungaroll, via Kalmarunionen och enväldestiden, omskiftningar i kölvattnet av den franska revolutionen och napoleonkrigen fram till dagens konstitutionella monarki.

## Hårfagerätten, det danska styret och ladejarlarna
Hårfagerätten
| Namn Svenska · Bokmål · Nynorsk                                                       | Bild                                                                      | Födelse                                                                                                 | Tillträde | Frånträde                                                       | Död                                                             | Källor |
| ------------------------------------------------------------------------------------- | ------------------------------------------------------------------------- | --- | --- | --------------------------------------------------------------- | --------------------------------------------------------------- | ------ |
| Harald Hårfager (Harald Hårfagre · Harald Hårfagre)                                   | Målning av kung Harald Hårfager i Flatöboken från 1400-talet              | Omkring 850 son till Halvdan Svarte och Ragnhild Sigurdsdotter                                          | Kung omkring 872 | Omkring 933 i Rogaland fylke                                    | Omkring 933 i Rogaland fylke                                    |        |
| Erik Blodyx (Eirik Blodøks · Eirik Blodøks)                                           | Mynt från Eriks regeringstid                                              | 895 son till Harald Hårfagre och Ragnhild Eriksdotter                                                   | Kung 933 vid Harald Hårfagres död | 935 avsatt                                                      | 954                                                             |        |
| Håkan den gode (Håkon den gode · Håkon den Gode)                                      | 1800-talsmålning av kung Håkon                                            | Omkring 918 son till Harald Hårfager och Tora                                                           | Kung 935 vid Erik Blodyx' avsättning | 961 stupad i slaget på Fitjar                                   | 961 stupad i slaget på Fitjar                                   |        |
| Harald Gråfäll (Harald Gråfell · Harald Gråfell)                                      |                                                                           | 935 son till Erik Blodyx och Gunhild Assursdotter                                                       | Kung 961 vid Håkan den godes död | 970 i Hals vid Limfjorden                                       | 970 i Hals vid Limfjorden                                       |        |
| Harald Blåtand (Harald Blåtann · Harald Blåtand)                                      |                                                                           | Omkring 935 son till Gorm den gamle och Tyra Danebot                                                    | Kung 970 då han erövrade Norge (även kung av Danmark sedan 958)                                                                                                | 985 eller 986                                                   | 985 eller 986                                                   |        |
| Sven Tveskägg (Svein Tjugeskjegg · Svein Tjugeskjegg)                                 |                                                                           | Omkring 960 son till Harald Blåtand och Gyrid Olofsdotter                                               | Kung 985 eller 986 vid Harald Blåtands död (även kung av Danmark)                                                                                              | Februari 995 avsatt av Olav Tryggvason                          |                                                                 |        |
| Håkon Sigurdsson (Håkon Sigurdsson · Håkon Sigurdsson)                                | 1800-talsteckning av Håkon                                                | 935 son till Sigurd Ladejarl och Bergljot Toresdotter                                                   | Jarl över Norge 970 under den danske kungen Harald Blåtand vid Harald Gråfälls död                                                                             | Februari 995 i Melhus i Tröndelag                               | Februari 995 i Melhus i Tröndelag                               |        |
| Olav Tryggvason (Olav Tryggvason · Olav Tryggvason)                                   |                                                                           | Omkring 963 på Lalandsholmen i Fröylandsvatnet son till Tryggve Olavsson och Astrid av Jæren            | Kung 995 vid Håkon Sigurdssons död | 9 september 1000 stupad i slaget vid Svolder                    | 9 september 1000 stupad i slaget vid Svolder                    |        |
| Sven Tveskägg (Svein Tjugeskjegg · Svein Tjugeskjegg)                                 |                                                                           | | Kung 1000 vid Olav Tryggvasons död (även kung av Danmark) | 3 februari 1014 i Gainsborough i England                        | 3 februari 1014 i Gainsborough i England                        |        |
| Harald Svensson (Harald Sveinsson · Harald Sveinsson)                                 |                                                                           | Omkring 989 son till Sven Tveskägg och Sigrid Storråda                                                  | Kung 1014 vid Sven Tveskäggs död (även kung av Danmark) | 1015 avsatt av Olav den helige                                  | 1018                                                            |        |
| Sven Håkonsson (Svein Håkonsson · Svein Håkonsson)                                    |                                                                           | 970 son till Håkon Sigurdsson och Tora Skagesdotter                                                     | Jarl över Norge 1000 under den danske kungen Sven Tveskägg vid Olav Tryggvasons död                                                                            | 1015                                                            | 1016                                                            |        |
| Erik Håkonsson (Eirik Håkonsson · Eirik Håkonsson)                                    |                                                                           | 957 son till Håkon Sigurdsson och Tora Skagesdotter                                                     | Jarl över Norge 1000 under den danske kungen Sven Tveskägg vid Olav Tryggvasons död                                                                            | 1012                                                            | 1024                                                            |        |
| Håkon Eriksson (Håkon Eiriksson · Håkon Eiriksson)                                    |                                                                           | 995 son till Erik Håkonsson och Gyda Svensdotter                                                        | Jarl över Norge 1012 under den danske kungen Sven Tveskägg vid Erik Håkanssons avgång                                                                          | 1015                                                            |                                                                 |        |
| Olof den helige (Olav den hellige · Heilag-Olav Digre)                                |                                                                           | 995 på Ringerike i Buskerud fylke son till Harald Grenske och Åsta Gudbrandsdotter                      | Kung 1015 vid ladejarlarnas avsättning | 1028 avsatt                                                     | 29 juli 1030 stupad i slaget vid Stiklestad                     |        |
| Knut den store (Knut den mektige · Knut den mektige)                                  |                                                                           | Troligen omkring 995 son till Sven Tveskägg och Sigrid Storråda                                         | Kung 1028 vid Olav den heliges avsättning (även kung av Danmark)                                                                                               | 12 november 1035 i Shaftesbury i England                        | 12 november 1035 i Shaftesbury i England                        |        |
| Håkon Eriksson (Håkon Eiriksson · Håkon Eiriksson)                                    |                                                                           | | Jarl över Norge 1028 under den danske kungen Knut den store vid Olav den heliges avsättning                                                                    | 1029 drunknad på Nordsjön                                       | 1029 drunknad på Nordsjön                                       |        |
| Sven Knutsson (Svein Knutsson · Svein Knutsson)                                       |                                                                           | 1016 son till Knut den store av Danmark och Aelgifu av Northampton                                      | Jarl över Norge 1029 under den danske kungen Knut den store vid Håkon Erikssons död                                                                            | 1035                                                            | 1036                                                            |        |
| Magnus den gode (Magnus den gode · Magnus den Gode)                                   |                                                                           | 1024 son till Olav den helige och frillan Alvhild                                                       | Kung 1035 vid Sven Knutssons avsättning (1042 även kung av Danmark)                                                                                            | 25 oktober 1047 i Skibby i Danmark                              | 25 oktober 1047 i Skibby i Danmark                              |        |
| Harald Hårdråde (Harald Hårdråde · Harald Hårdråde)                                   |                                                                           | 1015 son till Sigurd Syr och Åsta Gudbrandsdotter                                                       | Medregent till Magnus den gode 1045 Kung 1047 vid Magnus död                                                                                                   | 25 september 1066 stupad i slaget vid Stamford Bridge i England | 25 september 1066 stupad i slaget vid Stamford Bridge i England |        |
| Magnus Haraldsson (Magnus Haraldsson · Magnus Haraldsson)                             |                                                                           | 1048 son till Harald Hårdråde och Tora Torbergsdotter                                                   | Kung 25 september 1066 vid Harald Hårdrådes död | 28 april 1069 i Nidaros                                         | 28 april 1069 i Nidaros                                         |        |
| Olav Kyrre (Olav Kyrre · Olav Kyrre)                                                  |                                                                           | Omkring 1050 son till Harald Hårdråde och Tora Torbergsdotter                                           | Medregent till Magnus Haraldsson 1067 Kung 1069 vid Magnus död                                                                                                 | 22 september 1093 i Håkeby i bohuslänska Tanums socken          | 22 september 1093 i Håkeby i bohuslänska Tanums socken          |        |
| Håkan Magnusson (Håkon Magnusson · Håkon Magnusson)                                   |                                                                           | Okänt födelseår son till Magnus Haraldsson                                                              | Utropad till kung av Tröndelag och Oppland 1093 vid Olav Kyrres död                                                                                            | 1094                                                            | 1094                                                            |        |
| Magnus Barfot (Magnus Berrføtt · Magnus Berrføtt)                                     |                                                                           | 1073 son till Olav Kyrre och Tora Jonsdotter                                                            | Utropad till kung av Viken 1093 vid Olav Kyrres död Kung av hela Norge 1094 vid Håkon Magnussons död                                                           | 24 augusti 1103 stupad i Ulster på Irland                       | 24 augusti 1103 stupad i Ulster på Irland                       |        |
| Olav Magnusson (Olav Magnusson · Olav Magnusson)                                      |                                                                           | 1099 son till Magnus Barfot                                                                             | Samregent med sina halvbröder Öystein och Sigurd 1103 vid Magnus Barfots död                                                                                   | 22 december 1115 död av sjukdom i Nidaros                       | 22 december 1115 död av sjukdom i Nidaros                       |        |
| Öystein Magnusson (Øystein Magnusson · Øystein Magnusson)                             |                                                                           | 1088 son till Magnus Barfot                                                                             | Samregent med sina halvbröder Olav och Sigurd 1103 vid Magnus Barfots död                                                                                      | 29 augusti 1123 på Hustad                                       | 29 augusti 1123 på Hustad                                       |        |
| Sigurd Jorsalafarare (Sigurd Jorsalafare · Sigurd Jorsalafare)                        |                                                                           | 1090 son till Magnus Barfot och frillan Tora                                                            | Samregent med sina halvbröder Olav och Öystein 1103 vid Magnus Barfots död Ensam kung 1123 vid Öysteins död                                                    | 26 mars 1130                                                    | 26 mars 1130                                                    |        |
| Magnus den blinde (Magnus Blinde · Magnus den Blinde)                                 |                                                                           | Omkring 1115 son till Sigurd Jorsalafarare och Borghild Olavsdotter                                     | Kung 1130 vid Sigurd Jorsalafarares död | 7 januari 1135 avsatt och lemlästad                             |                                                                 |        |
| Harald Gille (Harald Gille · Harald Gille)                                            |                                                                           | Omkring 1103 på Irland son till Magnus Barfot                                                           | Kung 1130 vid Sigurd Jorsalafarares död i opposition mot Magnus den blinde                                                                                     | 14 december 1136 mördad i Bergen                                | 14 december 1136 mördad i Bergen                                |        |
| Sigurd Munn (Sigurd Munn · Sigurd Munn)                                               |                                                                           | 1135 son till Harald Gille och Tora Guttormsdotter                                                      | Kung i december 1136 efter Harald Gilles död Samregent med sin halvbror Inge                                                                                   | 10 juni 1155 i Bergen                                           | 10 juni 1155 i Bergen                                           |        |
| Inge Krokrygg (Inge Krokrygg · Inge Krokrygg)                                         |                                                                           | 1134 eller 1135 son till Harald Gille och Ingrid Ragnvaldsdotter                                        | Kung i december 1136 efter Harald Gilles död Samregent med sin halvbror Sigurd                                                                                 | 4 februari 1161 i Bjørvika                                      | 4 februari 1161 i Bjørvika                                      |        |
| Magnus den blinde (Magnus Blinde · Magnus den Blinde)                                 |                                                                           | | Återinsatt 1137 i opposition mot Sigurd och Inge | 12 november 1139 stupad i slaget vid Holmengrå nära Strömstad   | 12 november 1139 stupad i slaget vid Holmengrå nära Strömstad   |        |
| Öystein Haraldsson (Øystein Haraldsson · Øystein Haraldsson)                          |                                                                           | 1125 möjligen på Orkneyöarna son till Harald Gille och Biadoc                                           | Samregent med sina halvbröder Sigurd och Inge 1142 | Möjligen 21 augusti 1157 i Ranafylke                            | Möjligen 21 augusti 1157 i Ranafylke                            |        |
| Håkon Herdebrei (Håkon Herdebrei · Håkon Herdebrei)                                   |                                                                           | 1147 son till Sigurd Munn                                                                               | Kung 1157 efter Öystein Haraldssons död i opposition mot Inge Krokrygg                                                                                         | 7 juli 1162 på ön Sekken i Romsdalsfjorden                      | 7 juli 1162 på ön Sekken i Romsdalsfjorden                      |        |
| Magnus Erlingsson (Magnus Erlingsson · Magnus Erlingsson)                             |                                                                           | 1156 i Etne i Hordaland fylke son till Erling Skakke och Sigurd Jorsalafarares dotter Kristin           | Kung 1161 vid Inge Krokryggs död Samregent med Håkon Herdebrei                                                                                                 | 15 juni 1184 stupad i slaget vid Fimreite                       | 15 juni 1184 stupad i slaget vid Fimreite                       |        |
| Sverre Sigurdsson (Sverre Sigurdsson · Sverre Sigurdsson)                             |                                                                           | Omkring 1151 troligtvis i Bergen Påstod sig vara utomäktenskaplig son till Sigurd Munn                  | Utropad till kung 1177 i opposition mot Magnus Erlingsson Kung av hela Norge 1184 vid Magnus död                                                               | 9 mars 1202 i Bergen                                            | 9 mars 1202 i Bergen                                            |        |
| Håkon Sverresson (Håkon Sverresson · Håkon Sverresson)                                |                                                                           | 1182 möjligen i Nidaros son till Sverre Sigurdsson och Astrid Roesdotter                                | Kung 9 mars 1202 vid Sverre Sigurdssons död | 1 januari 1204 i Bergen                                         | 1 januari 1204 i Bergen                                         |        |
| Guttorm Sigurdsson (Guttorm Sigurdsson · Guttorm Sigurdsson)                          |                                                                           | 1199 son till Sverre Sigurdssons son Sigurd Lavard                                                      | Kung 2 januari 1204 efter Håkon Sverressons död | 11 augusti 1204                                                 | 11 augusti 1204                                                 |        |
| Inge Bårdsson (Inge Bårdsson · Inge Bårdson)                                          |                                                                           | 1185 son till Bård Guttormsson och Sigurd Munns dotter Cecilia Sigurdsdotter                            | Kung i augusti 1204 efter Guttorm Sigurdssons död | 23 april 1217 i Nidaros                                         | 23 april 1217 i Nidaros                                         |        |
| Filippus Simonsson (Filippus Simonsson · Filippus Simonsson)                          |                                                                           | Okänt födelseår son till Simon Kåresson och Inge Krokryggs halvsyster Margareta                         | Utropad till "baglerkung" i Viken (nuvarande Bohuslän) 1207 Erkände Inge Bårdssons överhöghet som kung av Norge, men styrde Viken med titeln kung till sin död | Hösten 1217                                                     | Hösten 1217                                                     |        |
| Håkon Håkonsson (Håkon Håkonsson · Håkon Håkonsson)                                   | Bild på Håkon och hans son Magnus ur Flatöboken från slutet av 1300-talet | 1204 på Folkenborg i Eidsberg i Østfold fylke son till Håkon Sverresson och Inga från Varteig           | Kung i april 1217 efter Inge Bårdssons död | 15, 16 eller 17 december 1263 på Orkneyöarna                    | 15, 16 eller 17 december 1263 på Orkneyöarna                    |        |
| Håkon den unge (Håkon Håkonsson Unge · Håkon Unge)                                    |                                                                           | 10 november 1232 i Bergen son till Håkon Håkonsson och Margareta Skulesdotter                           | Samregerande kung med Håkon 1 april 1240 | 30 april eller 5 maj 1257                                       | 30 april eller 5 maj 1257                                       |        |
| Magnus Lagaböter (Magnus Lagabøte · Magnus Lagabøte) (namnet betyder Lagförbättraren) | Stenskulptur över kung Magnus i Stavangers domkyrka                       | 1 maj 1238 i Tønsberg i Vestfold fylke son till Håkon Håkonsson och Margareta Skulesdotter              | Samregerande kung med Håkon 1257 Ensam kung i december 1263 efter Håkon Håkonssons död                                                                         | 9 maj 1280 i Bergen                                             | 9 maj 1280 i Bergen                                             |        |
| Erik Prästhatare (Eirik Prestehater · Eirik Prestehatar)                              | Stenskulptur över kung Erik i Stavangers domkyrka                         | 1268 son till Magnus Lagaböter och Ingeborg Eriksdotter av Danmark                                      | Kung 9 maj 1280 vid Magnus Lagaböters död | 15 juli 1299                                                    | 15 juli 1299                                                    |        |
| Håkon Hålägg (Håkon Magnusson · Håkon Magnusson)                                      | Kung Håkons sigill                                                        | 10 april 1270 i Tønsberg i Vestfold fylke son till Magnus Lagaböter och Ingeborg Eriksdotter av Danmark | Kung 1 november 1299 efter Erik Prästhatares död | 8 maj 1319 på Tunsberghus i Tønsberg i Vestfold fylke           | 8 maj 1319 på Tunsberghus i Tønsberg i Vestfold fylke           |        |
| Namn Svenska · Bokmål · Nynorsk                                                       | Bild                                                                      | Födelse                                                                                                 | Tillträde | Frånträde                                                       | Död                                                             | Källor |

## Bjälboätten
| Namn Svenska · Bokmål · Nynorsk                      | Bild               | Födelse | Tillträde                                                             | Frånträde | Död                                                 | Källor |
| ---------------------------------------------------- | ------------------ | --- | --------------------------------------------------------------------- | --- | --------------------------------------------------- | ------ |
| Magnus Eriksson (Magnus Eiriksson · Magnus Eriksson) |                    | Våren 1316 son till hertig Erik Magnusson av Sverige och Håkon Håläggs dotter Ingeborg                     | Kung 8 maj 1319 vid Håkon (V) Hålägg Magnussons död                   | 18 november 1343 abdikerad vid Håkan (VI) Magnussons kungaval (dock fortsatt dennes förmyndare till dennes myndighet i augusti 1355) | 1 december 1374 drunknad vid skeppsbrott vid Bergen |        |
| Håkan Magnusson (Håkon Magnusson · Håkon Magnusson)  | Kung Håkons sigill | Augusti 1340 son till Magnus Eriksson och Blanka av Namur                                                  | Formellt utsedd till kung 18 november 1343 Myndig kung i augusti 1355 | Augusti eller 10 eller 11 september 1380 i Oslo                                                                                      | Augusti eller 10 eller 11 september 1380 i Oslo     |        |
| Olof Håkansson (Olav Håkonsson · Olav Håkonsson)     | Kung Olavs sigill  | Början av december 1370 son till Håkon Magnusson och den danske kungen Valdemar Atterdags dotter Margareta | Kung i augusti eller september 1380 vid Håkan Magnussons död          | 3 augusti 1387 på slottet Falsterbohus                                                                                               | 3 augusti 1387 på slottet Falsterbohus              |        |
| Namn                                                 | Bild               | Födelse | Tillträde                                                             | Frånträde | Död                                                 | Källor |

## Ylvingaätten
| Namn Svenska · Bokmål · Nynorsk                                                 | Bild | Födelse                                                                                   | Tillträde | Frånträde                                               | Död                                                     | Källor |
| ------------------------------------------------------------------------------- | ---- | ----------------------------------------------------------------------------------------- | --- | ------------------------------------------------------- | ------------------------------------------------------- | ------ |
| Margareta Valdemarsdotter (Margrete Valdemarsdotter · Margrete Valdemarsdotter) |      | Våren 1353 i Søborg dotter till den danske kungen Valdemar Atterdag och Helvig av Slesvig | Förmyndare för Olav Håkonsson 1380 3 augusti 1387 riksföreståndare vid Olavs död 2 februari 1388 vald till regerande drottning 8 september 1389 samregent med Erik av Pommern | 28 oktober 1412 pestdöd på sitt skepp i Flensburgs hamn | 28 oktober 1412 pestdöd på sitt skepp i Flensburgs hamn |        |
| Namn Svenska · Bokmål · Nynorsk                                                 | Bild | Födelse                                                                                   | Tillträde | Frånträde                                               | Död                                                     | Källor |

## Pfalzisk-neumarktska ätten
| Namn Svenska · Bokmål · Nynorsk                                    | Bild                         | Födelse | Tillträde                                                                                                | Frånträde | Död                                  | Källor |
| ------------------------------------------------------------------ | ---------------------------- | --- | --- | --- | ------------------------------------ | ------ |
| Erik av Pommern (Eirik av Pommern · Eirik av Pommern)              | Polskt porträtt av kung Erik | 1382 son till hertig Vratislav VII av Pommern och Maria av Mecklenburg                                     | Utropad till kung 8 september 1389 (samregent med Margareta) Ensam regent 28 oktober 1412 vid hennes död | 1 juni 1442 avsatt | 3 maj 1459 i polska Darłowo          |        |
| Sigurd Jonsson (Sigurd Jonsson · Sigurd Jonsson)                   |                              | 1390-talet son till den svenske adelsmannen Jon Marteinsson och Agnes Sigurdsdotter                        | Drottsete (drots) över Norge i september 1439, utnämnd av Erik av Pommern att regera i hans ställe       | 1 juni 1442 avsade sig ämbetet vid Kristofers av Bayern tillträde till den norska tronen |                                      |        |
| Kristofer av Bayern (Christoffer av Bayern · Kristoffer av Bayern) |                              | 26 februari 1416 eller 1418 son till hertig Johan av Pfalz och Eriks av Pommern syster Katarina av Pommern | Vald till kung 1 juni 1442 efter kung Eriks avsättning                                                   | 6 januari 1448 i Helsingborg i Skåne | 6 januari 1448 i Helsingborg i Skåne |        |
| Sigurd Jonsson (Sigurd Jonsson · Sigurd Jonsson)                   |                              | | Rikens forstandare (riksföreståndare) över Norge i januari 1448 vid Kristofers död                       | 25 oktober 1449 avsade sig ämbetet vid Karl Knutssons val till norsk kung Vid Kristian I:s trontillträde 13 maj 1450 fick Sigurd titeln rikets høvedsmann i kongens fravær (rikets hövitsman i kungens frånvaro) och behöll troligen denna titel till sin död | December 1452                        |        |
| Namn Svenska · Bokmål · Nynorsk                                    | Bild                         | Födelse | Tillträde                                                                                                | Frånträde | Död                                  | Källor |

## Ätten Bonde
| Namn Svenska · Bokmål · Nynorsk | Bild               | Födelse | Tillträde                                                     | Frånträde                                        | Död                                           | Källor |
| ------------------------------- | ------------------ | --- | ------------------------------------------------------------- | ------------------------------------------------ | --------------------------------------------- | ------ |
| Karl Knutsson (Karl I · Karl I) | Staty av kung Karl | Möjligen 1 oktober 1408 eller 1409 son till riddar Knut Tordsson (Bonde) och Margareta Karlsdotter (Sparre av Tofta) | Vald till kung 25 oktober 1449 efter Kristofers av Bayern död | 13 maj 1450 abdikerad till förmån för Kristian I | 15 maj 1470 på slottet Tre Kronor i Stockholm |        |
| Namn Svenska · Bokmål · Nynorsk | Bild               | Födelse | Tillträde                                                     | Frånträde                                        | Död                                           | Källor |

## Oldenburgska ätten
| Namn Svenska · Bokmål · Nynorsk                             | Bild               | Födelse | Tillträde                                                                                 | Frånträde                                                                                             | Död                                                         | Källor |
| ----------------------------------------------------------- | ------------------ | --- | ----------------------------------------------------------------------------------------- | --- | ----------------------------------------------------------- | ------ |
| Kristian I (Christian I · Kristian I)                       |                    | 1426 son till greve Didrik av Oldenburg och Hedvig av Holstein                                                   | Vald till kung i juni 1449 Helt erkänd som kung 13 maj 1450 vid Karl I:s abdikation       | 21 maj 1481                                                                                           | 21 maj 1481                                                 |        |
| Jon Svalesson Smör (Jon Svalesson Smør · Jon Svaleson Smør) |                    | Omkring 1420 | Drottsete (drots) över Norge 1482 efter ett års norskt interregnum efter Kristian I:s död | 3 februari 1483                                                                                       | 3 februari 1483                                             |        |
| Hans (Hans · Hans)                                          | Staty av kung Hans | 1 eller 2 februari 1455 son till Kristian I och Dorotea av Brandenburg                                           | Kung 3 februari 1483 efter Jon Svalessons död                                             | 20 februari 1513 i danska Ålborg                                                                      | 20 februari 1513 i danska Ålborg                            |        |
| Kristian II (Christian II · Kristian II)                    |                    | 1 juli 1481 i danska Nyborg son till kung Hans och Kristina av Sachsen                                           | Kung 20 februari 1513 vid kung Hans död                                                   | 20 januari 1523 uppsagd tro och lydnad av ett jylländskt uppror 13 april 1523 avseglad från Danmark   | 25 januari 1559 i fängelse på Kalundborg på danska Själland |        |
| Fredrik I (Frederik I · Fredrik I)                          |                    | 7 oktober 1471 i danska Haderslev son till Kristian I och Dorotea av Brandenburg                                 | 26 mars 1523 hyllad som kung i danska Viborg                                              | 10 april 1533 i danska Gottorp                                                                        | 10 april 1533 i danska Gottorp                              |        |
| Kristian III (Christian III · Kristian III)                 |                    | 12 augusti 1503 i danska Gottorp son till Fredrik I och Anna av Brandenburg                                      | Vald till kung 4 juli 1534 efter Fredrik I:s död                                          | 1 januari 1559 på slottet Koldinghus i danska Kolding                                                 | 1 januari 1559 på slottet Koldinghus i danska Kolding       |        |
| Fredrik II (Frederik II · Fredrik II)                       |                    | 1 juli 1534 på slottet Haderslevhus i Danmark son till Kristian III och Dorothea av Sachsen-Lauenburg            | Kung 1 januari 1559 vid Kristian III:s död                                                | 4 april 1588 i klostret i danska Antvorskov                                                           | 4 april 1588 i klostret i danska Antvorskov                 |        |
| Kristian IV (Christian IV · Kristian IV)                    |                    | 12 april 1577 på Frederiksborgs slott i Danmark son till Fredrik II och Sofia av Mecklenburg-Schwerin            | Kung 4 april 1588 vid Fredrik II:s död                                                    | 28 februari 1648 på Rosenborgs slott i Danmark                                                        | 28 februari 1648 på Rosenborgs slott i Danmark              |        |
| Fredrik III (Frederik III · Fredrik III)                    |                    | 18 mars 1609 på slottet Haderslevhus i Danmark son till Kristian IV och Anna Katarina av Brandenburg             | Kung 28 februari 1648 vid Kristian IV:s död                                               | 9 februari 1670 på Christiansborgs slott i Köpenhamn                                                  | 9 februari 1670 på Christiansborgs slott i Köpenhamn        |        |
| Kristian V (Christian V · Kristian V)                       |                    | 15 april 1646 på slottet Duborg i Danmark son till Fredrik III och Sofia Amalia av Braunschweig-Lüneburg         | Kung 9 februari 1670 vid Fredrik III:s död                                                | 25 augusti 1699 i Köpenhamn i sviterna av en jaktolycka                                               | 25 augusti 1699 i Köpenhamn i sviterna av en jaktolycka     |        |
| Fredrik IV (Frederik IV · Fredrik IV)                       |                    | 11 oktober 1671 på Christiansborgs slott i Danmark son till Kristian V och Charlotta Amalia av Hessen-Kassel     | Kung 25 augusti 1699 vid Kristian V:s död                                                 | 12 oktober 1730 på slottet i danska Odense                                                            | 12 oktober 1730 på slottet i danska Odense                  |        |
| Kristian VI (Christian VI · Kristian VI)                    |                    | 30 november 1699 på Christiansborgs slott i Danmark son till Fredrik IV och Louise av Mecklenburg-Güstrow        | Kung 12 oktober 1730 vid Fredrik IV:s död                                                 | 6 augusti 1746 på Hirschholms slott i Danmark                                                         | 6 augusti 1746 på Hirschholms slott i Danmark               |        |
| Fredrik V (Frederik V · Fredrik V)                          |                    | 31 mars 1723 på Christiansborgs slott i Danmark son till Kristian VI och Sofia Magdalena av Brandenburg-Kulmbach | Kung 6 augusti 1746 vid Kristian VI:s död                                                 | 14 januari 1766 på Christiansborgs slott i Danmark                                                    | 14 januari 1766 på Christiansborgs slott i Danmark          |        |
| Kristian VII (Christian VII · Kristian VII)                 |                    | 29 januari 1749 på Christiansborgs slott i Danmark son till Fredrik V och Louise av Storbritannien               | Kung 14 januari 1766 vid Fredrik V:s död                                                  | 13 mars 1808 i danska Rendsburg                                                                       | 13 mars 1808 i danska Rendsburg                             |        |
| Fredrik VI (Frederik VI · Fredrik VI)                       |                    | 28 januari 1768 på Christiansborgs slott i Danmark son till Kristian VII och Caroline Mathilde av Storbritannien | Regent 14 april 1784 vid Kristian VII:s sjukdom Kung 13 mars 1808 vid dennes död          | 14 januari 1814 abdikerad som norsk kung, då Danmark i freden i Kiel tvingas avstå Norge till Sverige | 3 december 1839 på Amalienborgs slott i Köpenhamn           |        |
| Kristian Fredrik (Christian Frederik · Kristian Fredrik)    |                    | 18 september 1786 på Christiansborgs slott son till arvprins Fredrik och Sofia Fredrika av Mecklenburg-Schwerin  | Vald till kung 17 maj 1814 av riksförsamlingen i Eidsvold                                 | 10 oktober 1814 abdikerad till förmån för Karl II, då Norge accepterar unionen med Sverige            | 20 januari 1848 på Amalienborgs slott i Danmark             |        |
| Namn Svenska · Bokmål · Nynorsk                             | Bild               | Födelse | Tillträde                                                                                 | Frånträde                                                                                             | Död                                                         | Källor |

## Holstein-Gottorpska ätten
| Namn Svenska · Bokmål · Nynorsk | Bild | Födelse | Tillträde                                                         | Frånträde                           | Död                                 | Källor |
| ------------------------------- | ---- | --- | ----------------------------------------------------------------- | ----------------------------------- | ----------------------------------- | ------ |
| Karl XIII (Karl II · Karl II)   |      | 26 september 1748 i Kungshuset i Stockholm son till den svenske kronprinsen Adolf Fredrik och Lovisa Ulrika av Preussen | Kung 4 november 1814 efter att Sverige och Norge har ingått union | 5 februari 1818 på Stockholms slott | 5 februari 1818 på Stockholms slott |        |
| Namn Svenska · Bokmål · Nynorsk | Bild | Födelse | Tillträde                                                         | Frånträde                           | Död                                 | Källor |

## Bernadotteska ätten
| Namn Svenska · Bokmål · Nynorsk                                                      | Bild | Födelse                                                                                      | Tillträde | Frånträde                                                         | Död                                                               | Källor |
| ------------------------------------------------------------------------------------ | ---- | -------------------------------------------------------------------------------------------- | --- | ----------------------------------------------------------------- | ----------------------------------------------------------------- | ------ |
| Karl XIV Johan (Karl III Johan · Karl III Johan) (född som Jean Baptiste Bernadotte) |      | 26 januari 1763 i franska Pau son till advokaten Henri Bernadotte och Jeanne de Saint-Jean   | Kung 5 februari 1818 vid Karl II:s död | 8 mars 1844 av kallbrand efter ett slaganfall på Stockholms slott | 8 mars 1844 av kallbrand efter ett slaganfall på Stockholms slott |        |
| Oscar I (Oscar I · Oscar I)                                                          |      | 4 juli 1799 i Frankrikes huvudstad Paris son till Jean Baptiste Bernadotte och Desirée Clary | Kronprins 5 februari 1818 vid faderns trontillträde Kung 8 mars 1844 vid faderns död                                                                | 8 juli 1859 av hjärntumör på Stockholms slott                     | 8 juli 1859 av hjärntumör på Stockholms slott                     |        |
| Karl XV (Karl IV · Karl IV)                                                          |      | 3 maj 1826 på Stockholms slott son till Oscar I och Josefina av Leuchtenberg                 | Arvprins från födseln Kronprins 8 mars 1844 vid faderns trontillträde Regent 25 september 1857 vid faderns sjukdom Kung 8 juli 1859 vid faderns död | 18 september 1872 i tarmtuberkulos i Malmö                        | 18 september 1872 i tarmtuberkulos i Malmö                        |        |
| Oscar II (Oscar II · Oscar II)                                                       |      | 21 januari 1829 på Stockholms slott son till Oscar I och Josefina av Leuchtenberg            | Tronföljare 8 juli 1859 vid föregångarens trontillträde Kung 18 september 1872 vid föregångarens död                                                | 7 juni 1905 avsatt av det norska Stortinget                       | 8 december 1907 på Stockholms slott                               |        |
| Namn Svenska · Bokmål · Nynorsk                                                      | Bild | Födelse                                                                                      | Tillträde | Frånträde                                                         | Död                                                               | Källor |

## Glücksborgska ätten
| Namn Svenska · Bokmål · Nynorsk                                                            | Bild | Födelse | Tillträde                                                                       | Frånträde                                    | Död                                          | Källor |
| ------------------------------------------------------------------------------------------ | ---- | --- | ------------------------------------------------------------------------------- | -------------------------------------------- | -------------------------------------------- | ------ |
| Håkon VII (Haakon VII · Haakon VII) (född som Christian Frederik Carl Georg Valdemar Axel) |      | 3 augusti 1872 på slottet Charlottenlund i Gentofte på danska Själland son till Fredrik VIII av Danmark och Louise av Sverige | Vald till kung 18 november 1905 efter upplösningen av den svensk-norska unionen | 21 september 1957 på kungliga slottet i Oslo | 21 september 1957 på kungliga slottet i Oslo |        |
| Olav V (Olav V · Olav V)                                                                   |      | 2 juli 1903 i brittiska Norfolk son till Håkon VII och Maud av Storbritannien                                                 | Kung 21 september 1957 vid faderns död                                          | 17 januari 1991 på Holmenkollen i Oslo       | 17 januari 1991 på Holmenkollen i Oslo       |        |
| Harald V (Harald V · Harald V)                                                             |      | 21 februari 1937 på Skaugum i Asker i Akershus fylke son till Olav V och Märtha av Sverige                                    | Kung 17 januari 1991 vid faderns död                                            |                                              |                                              |        |
| Namn Svenska · Bokmål · Nynorsk                                                            | Bild | Födelse | Tillträde                                                                       | Frånträde                                    | Död                                          | Källor |